# Nordstrom
Nordstrom, Inc. er en amerikansk luksus stormagasinkæde. Den har hovedkvarter i Seattle, Washington og blev etableret af John W. Nordstrom og Carl F. Wallin i 1901. De har 468 lokationer med detailhandel. Nordstrom stormagasin blev etableret i 1971 og består af 100 stormagasiner. Off-price-kæden Nordstrom Rack blev etableret i 1973 og består af 250 varehuse.